# Stijfsel- en Glucosefabriek Sas van Gent
De N.V. Stijfsel- en Glucosefabriek "Sas van Gent" is een bedrijf aan de Nijverheidsstraat te Sas van Gent dat tarwe en maïs verwerkt tot zetmeel en verwante producten. Het heeft bestaan onder volgende namen: Zeelandia, CPC, Cerestar en heet nu Cargill.

## Geschiedenis
Het bedrijf werd opgericht in 1911 als N.V. Zeelandia (ook wel gespeld: Zélandia).  Oprichters waren de Belgen Fernand Jamar, bestuurder van de Nationale Bank van België, en  Lucien Callebaut. In de vergunning was sprake van een fabriek van gewapend beton en steen, waarin uit maïs verschillende producten vervaardigd worden, als stijfsel, veevoeder, olie, enz. Per etmaal werden ongeveer 50 ton granen verwerkt, die per schip werden aangevoerd. Er werkten 20 à 30 mensen en er was een stoommachine van 350 pk. De zetel van de N.V. was gevestigd te Brussel. In 1912 kwam de fabriek in werking en vanaf 1924 werd er ook glucose vervaardigd. 
In 1927 kwam het bedrijf in handen van de Corn Products Company (CPC), gevestigd te New York. Vanaf toen heette het bedrijf: N.V. Stijfsel- en Glucosefabriek "Sas van Gent". Het bedrijf breidde fors uit. Het leidinggevend personeel kwam voornamelijk uit de woonplaats van de Callebauts, Aalst, en moest dagelijks pendelen. Ondanks de ophanden zijnde economische crisis was er in de regio personeelsschaarste wegens het in aanbouw zijnde Stikstofbindingsbedrijf te Sluiskil. Van 21 september tot 5 december 1929 was er een personeelsstaking. Hierna werd een Werkliedencomiteit, een soort ondernemingsraad, opgericht. Later volgde een voetbalclub met de toepasselijke naam: Corn Boys.
Op 1 januari 1935 werd de N.V. Verwey & Spoorenberg's Fabrieken te Tiel overgenomen. Tijdens de Tweede Wereldoorlog kon geen maïs worden aangevoerd en werd aardappelmeel verwerkt tot aardappelgries. Men vervaardigde producten als Flevox en Melba.
Na de bevrijding in 1944 startte de productie weer, maar op 3 april 1958 vond een zware explosie plaats waarbij ook een dode viel.
Op 1 januari 1966 werden de drie bedrijven van CPC geïntegreerd. Het betrof, naast de Sas van Gentse fabriek, Cosmonda Levensmiddelen (Knorr) te Nieuw-Loosdrecht en Duryea (Maizena) te Amsterdam. Toen in 1968 de verbreding van het Kanaal Gent-Terneuzen gereedkwam, kon de grondstof -maïs- rechtstreeks per zeeschip naar Euro-Silos te Gent worden overgeslagen.
Het bedrijf is, samen met andere Europese zetmeelfabrieken van CPC, in 1987 in handen van Gruppo Ferruzzi terechtgekomen onder de naam Cerestar, in 2001 werd toegevoegd aan de zusteronderneming het Franse suikerconcern Eridania Béghin-Say. In 2002 werd Cerestar door Cargill ingelijfd.
In 2011 nam Cargill de alcoholproducent Nedalco over van Royal Cosun. Het naastgelegen fabrieksterrein van Nedalco in Sas van Gent werd daarmee een integraal onderdeel van de vestiging.
Huidige producten zijn: glucosestroop, maiszetmeel, gemodificeerd zetmeel, gehydroliseerde tarweproteïne, alcohol, vezels voor veevoeders en verwante producten.